# Teoria relevanței

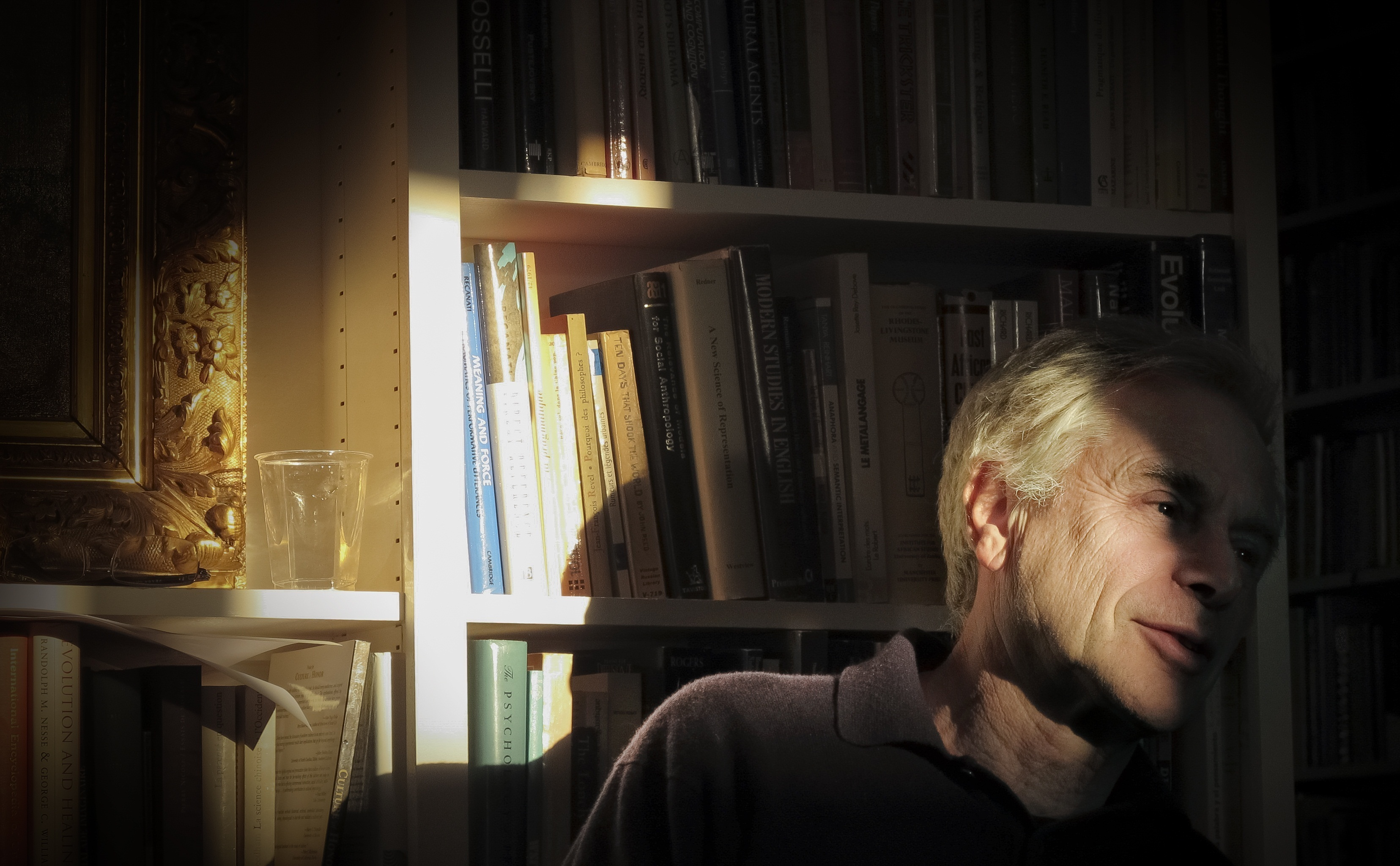
Dan Sperber, cel care a dezvoltat teoria relevanței împreună cu Deirdre Wilson

Teoria relevanței reprezintă un cadru pentru înțelegerea interpretării enunțurilor. A fost propusă pentru prima dată de Dan Sperber⁠(d) și Deirdre Wilson⁠(d), fiind folosită în lingvistica cognitivă⁠(d) și pragmatică. Inspirată din opera lui Paul Grice⁠(d) și pornind de la ideile acestuia, a devenit un cadru pragmatic autentic. Cartea fundamentală, Relevanța, a fost publicată pentru prima dată în 1986 și revizuită în 1995.
Numele teoriei rezidă în principiul că „fiecare enunț transmite o informație suficient de relevantă pentru a merita efortul destinatarului de a o procesa”, cu alte cuvinte, dacă eu vă spun ceva, puteți presupune că sunt ferm convins că informațiile transmise merită efortul de a fi ascultate și înțelese; precum și că este „cel mai relevant enunț compatibil cu abilitățile și preferințele comunicatorului”, adică am încercat să fac enunțul cât mai ușor de înțeles, având în vedere conținutul său informativ și abilitățile mele comunicative.
Alte ingrediente cheie ale teoriei relevanței sunt că enunțurile sunt ostensive⁠(d) (atrag atenția destinatarilor lor asupra faptului că un comunicator dorește să transmită o anumită informație) și inferențiale (destinatarul trebuie să deducă ceea ce comunicatorul a vrut să transmită, pornind de la „sensul literal” al enunțului împreună cu toate cunoștințele destinatarului despre lumea reală, aportul senzorial și alte informații).
Inferențele care sunt intenționate de comunicator se clasifică în explicații și implicații. Explicațiile unei enunț reprezintă ceea ce este spus în mod explicit, deseori fiind adăugate informații contextuale: astfel, „Susan mi-a spus că fructele ei kiwi sunt prea acre” ar putea, în anumite circumstanțe, să explice că „Susan i-a spus vorbitorului că fructele kiwi pe care ea, Susan, le-a cultivat, au fost considerate prea acre de către arbitrii de la concursul pomicultorilor”. Implicațiile sunt transmise fără a fi efectiv declarate: enunțul de mai sus ar putea, de exemplu, să implice că „Susan trebuie să fie încurajată” și că „Vorbitorul vrea ca destinatarul să o sune pe Susan și să o înveselească”.
Tot prin teoria relevanței se încearcă explicarea limbajului figurat, cum ar fi hiperbola, metafora și ironia.
Criticii au afirmat că relevanța, în sensul specializat folosit în această teorie, nu este suficient de bine definită pentru a putea fi măsurabilă. Alte critici se referă la faptul că teoria este prea reducționistă pentru a explica marea varietate de fenomene pragmatice.

## Prezentare generală
Teoria relevanței își propune să explice faptul unanim acceptat conform căruia comunicatorii transmit de obicei mult mai multe informații prin enunțurile lor decât ceea ce este conținut în sensul lor literal. În acest scop, Sperber și Wilson susțin că actele de comunicare verbală umană sunt ostensive prin faptul că atrag atenția destinatarilor lor asupra faptului că respectivul comunicator dorește să transmită anumite informații. În acest fel, ei afirmă automat că sunt „relevante” pentru destinatarii lor. În acest sens tehnic, un enunț este relevant dacă din el se pot trage mai multe concluzii, implicând un cost de procesare scăzut pentru destinatar.
Destinatarul folosește informațiile conținute în enunț împreună cu așteptările sale cu privire la relevanța acestuia, cunoștințele sale din lumea reală, precum și inputul senzorial, pentru a deduce concluzii despre ceea ce comunicatorul a dorit să transmită. De regulă, se pot trage mai multe concluzii dacă enunțul conține informații legate de ceea ce destinatarul deja știe sau crede. În acest proces de inferență, „sensul literal” al enunțului reprezintă doar o dovadă în plus.
Sperber și Wilson rezumă aceste proprietăți ale comunicării verbale prin denumirea de comunicare ostensiv-inferențială. Este caracterizată prin două straturi de intenție din partea comunicatorului:
a) Intenția informativă: Intenția de a informa un public despre ceva (de a comunica un anumit conținut).
b) Intenția comunicativă: Intenția de a informa publicul despre intenția informativă a cuiva (de a atrage atenția publicului asupra intenției informative a cuiva).

## Definiții
Pentru a descrie mai exact afirmațiile cuprinse de teoria relevanței, este necesar să definim o serie de termeni tehnici introduși de Sperber și Wilson.
Manifestarea
Un fapt este evident unui individ dacă acesta este capabil să-l accepte ca adevărat sau posibil adevărat la momentul dat.
Mediul cognitiv
Ansamblul tuturor faptelor care se manifestă pentru un individ. Acesta include tot ceea ce pot percepe, aminti sau deduce, inclusiv fapte de care nu sunt conștienți în prezent.
Efectul cognitiv
Un efect asupra mediului cognitiv al unui individ declanșat de informații „exterioare”, cum ar fi enunțuri îndreptate către individ. Acest proces presupune adăugarea de noi fapte sau credințe, creșterea sau scăderea încrederii în credințele existente și respingerea lor, precum și reorganizarea informațiilor în scheme sau poate în alte structuri, cu scopul de a simplifica prelucrarea lor ulterioară. De obicei, un enunț are mai multe efecte cognitive atunci când conține informații noi care sunt oarecum legate de mediul cognitiv actual al destinatarului, astfel încât acesta să poată trage concluzii din datele vechi și noi combinate.
Efectul cognitiv pozitiv
Un efect cognitiv care, pentru individ, reprezintă mai degrabă un sprijin decât un obstacol (de exemplu, furnizarea de informații adevărate, spre deosebire de informații greșite). Mai tehnic spus: un efect cognitiv care contribuie pozitiv la îndeplinirea funcțiilor și obiectivelor cognitive ale individului.
Relevanța unui fenomen
Un enunț – sau orice alt fenomen observat – este relevant pentru un individ în măsura în care efectele sale cognitive pozitive asupra acestuia sunt mari și efortul de procesare mentală pentru a obține aceste efecte este mic.
Relevanța este o proprietate comparativă: cu cât efectele cognitive pozitive sunt mai multe și cu cât efortul de procesare este mai mic, cu atât enunțul este mai relevant.

## Relevanța unui enunț
Iată câteva exemple pentru a ilustra conceptul de relevanță. Dacă Alice și Bob plănuiesc să plece într-o excursie weekendul viitor, iar Alice îi spune lui Bob:
(1) Weekendul viitor vremea va fi absolut îngrozitoare.
acest lucru este extrem de relevant pentru Bob, deoarece poate trage o serie de concluzii, modificându-și mediul cognitiv: Alice vrea ca ei să-și regândească planurile și vrea să-l informeze pe Bob cu privire la dorința ei; Bob este de acord - sau nu este de acord și se gândește doar să ia cu ei haine impermeabile; Alice vrea să afle părerea lui Bob în această privință; etc. Prin contrast, spunând
(2) Vremea a fost absolut îngrozitoare la 19 octombrie 1974, în Cumbria.
implică o singură informație nouă, fără legătură, ce se manifestă pentru Bob, deci nu prea este relevantă; și
(3) Vremea este absolut îngrozitoare acum.
nu este relevantă, deoarece nu îi spune nimic nou lui Bob; a văzut asta și singur. 
În sfârșit, propoziția
(4) În weekendul de după 2513 săptămâni de la data de 19 octombrie 1974, vremea va fi absolut îngrozitoare.
conține exact aceleași informații ca la punctul (1), dar presupune mai mult efort pentru procesare și, prin urmare, este mai puțin relevantă în cadrul acestei definiții.

## Cele două principii ale relevanței
Conform primului principiu, numit și principiul cognitiv al relevanței, cunoașterea umană tinde să fie orientată spre maximizarea relevanței. Din punct de vedere istoric, presiunea evolutivă a determinat apariția unor sisteme cognitive care recunosc stimuli potențial relevanți și încearcă să tragă concluzii relevante.
Mai important pentru problema în discuție este al doilea principiu sau principiul comunicativ al relevanței, potrivit căruia fiecare enunț transmite informația că este:
a . suficient de relevant pentru a merita efortul destinatarului de a-l procesa. (Dacă enunțul ar conține prea puține efecte cognitive pozitive pentru destinatar în raport cu efortul de procesare necesar pentru a obține aceste efecte, destinatarul nu s-ar deranja să îl prelucreze, iar comunicatorul nici nu ar fi trebuit să se deranjeze formulându-l.)
b . cel mai relevant compatibil cu abilitățile și preferințele comunicatorului. (În caz contrar, comunicatorul ar fi ales un enunț mai relevant – de exemplu, unul care necesită mai puțin efort de procesare și/sau care obține mai multe efecte cognitive pozitive din partea destinatarului – pentru a-și transmite sensul. În definitiv, scopul enunțului este de a fi înțeles cât mai ușor și cât mai fiabil posibil.)
Acest principiu este rezumat astfel: „Fiecare enunț transmite o prezumție a propriei sale relevanțe optime”. Dacă Alice îi spune lui Bob ceva – orice – el este îndreptățit să se aștepte ca Alice să-și dorească ca enunțul ei să fie în concordanță cu principiul comunicativ al relevanței. Prin urmare, dacă Alice îi spune lui Bob ceva care nu pare să merite efort de procesare din partea lui, cum ar fi propozițiile (2) sau (3) de mai sus, ori ceva care pare să fie mai puțin relevant decât ar fi putut spune Alice, cum ar fi (4), Bob va căuta automat o interpretare alternativă. Cea mai ușor accesibilă interpretare care este în concordanță cu principiul comunicativ al relevanței este cea pe care Bob o acceptă ca fiind cea corectă, iar apoi acesta oprește procesarea (pentru că orice interpretări ulterioare l-ar costa mai mult efort de procesare și, astfel, ar încălca condiția b).
Procedura teoretică de înțelegere a relevanței. 
Urmează o cale care să implice cât mai puțin efort în recunoașterea efectelor cognitive: testează ipotezele interpretative din punct de vedere al accesibilității și oprește-te în momentul în care toate expectativele tale privind relevanța au fost satisfăcute. - Wilson și Sperber (2002:261)
Constrângerea conform căreia enunțurile sunt compatibile cu abilitățile și preferințele comunicatorului explică o comunicare suboptimă, precum atunci când comunicatorul nu este capabil să se gândească la o formulare mai bună în acel moment, dar și preferințele stilistice și culturale (de exemplu, considerente de politețe), ascunderea de informații și minciuna.

## Inferențe

### Explicația
Atunci când ascultă un enunț, mai întâi destinatarul concluzionează că prezumția de relevanță optimă este îndeplinită. Apoi îl decodifică, ceea ce nu oferă decât informații incomplete. De obicei, majoritatea informațiilor transmise de enunț trebuie deduse. Procesul de inferență se bazează pe sensul decodat, pe cunoștințele și convingerile destinatarului și pe context, fiind ghidat de principiul comunicativ al relevanței.
De exemplu, următorul enunț:
(5) Susan mi-a spus că fructele ei kiwi sunt prea acre.
Informațiile pe care destinatarul trebuie să le deducă includ:
- atribuirea de referenți⁠(d) unor expresii {{ill-wd|Q1661162|indexicale]];
  - Pentru ca enunțul să fie relevant, cel mai probabil, „Susan” trebuie să se refere la o Susan cunoscută atât de vorbitor, cât și de destinatar.
  - În absența altor posibili referenți feminini, pronumele „al ei” nu se poate referi decât la Susan. (Într-un context diferit, precum în cazul când (5) ar fi precedat de „Lui Lucy nu i-a plăcut mâncarea de la petrecere”, s-ar produce o inferență diferită.)
- dezambiguizarea expresiilor ambigue
  - Posibilele interpretări care implică fructe kiwi acre sunt mult mai accesibile decât cele care implică păsări acre; și chiar dacă propoziția ar fi despre păsări, nu ar asigura contextul potrivit pentru a satisface condiția a a principiului comunicativ al relevanței.
- îmbogățirea expresiilor incomplete din punct de vedere semantic;
  - Posesivul „fructele ei kiwi” s-ar putea referi la fructele pe care Susan le-a mâncat, la fructele pe care le-a cumpărat, la cele pe care le-a cultivat ea însăși etc. Continuând enunțul (5) cu „Deci nu a câștigat concursul pomicultorilor”, se stabilește relevanța celei din urmă variante.
  - „prea acru” trebuie să fie și specificat pentru a avea sens. Având în vedere contextul de mai sus, fructele kiwi trebuie să fi fost prea acre pentru arbitrii de la concurs.

Prin urmare, sensul explicit al lui (5) este următorul:
(6) Susan i-a spus vorbitorului că fructele kiwi pe care ea, Susan, le-a cultivat, au fost considerate prea acre de către arbitrii de la concursul pomicultorilor.
Aceasta se numește o explicație a enunțului (5).

### Implicații
Implicațiile reprezintă alte inferențe care nu pot fi înțelese ca specificații și extensii ale enunțului original. Dacă vorbitorul și destinatarul știu că Susan este foarte dezamăgită că a pierdut concursul, o implicație a (5) ar putea fi
(7) Susan trebuie să fie încurajată.
Distincția dintre explicație și implicație nu este întotdeauna clară. De exemplu, inferența
(8) A băut o sticlă de vodcă și a amețit. → A băut o sticlă de vodcă și, drept urmare, a amețit.
a fost, în mod tradițional, considerată  o implicație. Cu toate acestea, teoreticianul relevanței Robyn Carston a susținut că implicațiile unui enunț nu pot presupune nici una dintre explicațiile sale, deoarece redundanța rezultată de cealaltă parte nu ar fi în concordanță cu principiul relevanței. Prin urmare, inferența din (8) trebuie să fie o explicație sau, mai exact, un caz de îmbogățire. Un alt argument că (8) reprezintă o explicație este că poate fi încorporat în negații și în propoziții condiționale, ceea ce se presupune că este imposibil pentru implicații.

### Interpretare în timp real
Procesul descris nu rulează în ordine secvențială. Destinatarul unui enunț nu îl decodifică mai întâi, pentru ca apoi să găsească explicații, să selecteze premisele implicate din mediul său cognitiv și să desprindă concluziile implicate. În schimb, toate aceste subsarcini se derulează în paralel și fiecare poate contribui la rezolvarea celorlalte.

## Interpretare versus descriere

### Enunțuri ecou
Sperber și Wilson fac distincție între utilizarea interpretativă a enunțurilor și utilizarea lor descriptivă. Un enunț este folosit descriptiv în situația „obișnuită” în care comunicatorul pretinde că acesta reprezintă o anumită stare de fapt, adică să fie adevărat pentru această stare de fapt, ca în enunțul „Plouă”. Este folosit interpretativ dacă reprezintă un alt enunț sau gândire, indiferent de adevăr sau de starea de fapt, așa cum se întâmplă în cazul citatelor directe sau indirecte, rezumatelor, proverbelor și zicătorilor, propozițiilor cu exemple lingvistice, ipotezelor științifice etc. La un nivel mai profund, fiecare enunț este interpretativ în funcție de gândurile vorbitorului. Acest lucru face ca interpretările gândurilor altora să fie interpretative la al doilea grad (calea (a) în diagramă).
Un enunț care își atinge relevanța interpretând un alt enunț și exprimând o anumită atitudine propozițională⁠(d) față de acesta (cum ar fi susținerea, îndoiala, ridicolul etc.) se numește enunț ecou. Atât atribuirea, cât și atitudinea pot deveni explicite sau pot rămâne implicite; evident, informațiile implicite trebuie să fie deduse.
(9) Max a prezis corect că este un moment bun pentru a cumpăra. (atât atribuirea, cât și atitudinea explicită)
(10) Un moment bun pentru a cumpăra, nu cred. (atribuire implicită, atitudine explicită)
(11) Un moment bun pentru a cumpăra, într-adevăr. (atât atribuirea, cât și atitudinea implicită)

### Enunțuri literale și non-literale
La fel cum citatele nu sunt neapărat identice cu materialul pe care îl citează sau interpretează, ci trebuie doar să semene cu el într-o oarecare măsură, tot astfel un enunț nu trebuie să fie identic cu acel gând al vorbitorului pe care îl interpretează. În consecință, există un continuum de la enunțuri strict literale și nu tocmai literale până la enunțuri folosite la figurat. Pentru cele din urmă, avem drept exemple utilizarea liberă a limbajului (să spui „Câștig 2000 euro pe lună” când, de fapt, câștigi 1997,32 euro), hiperbola și metafora. Cu alte cuvinte, teoria relevanței percepe limbajul figurat la fel ca limbajul literal, ca o descriere a unei stări reale de lucruri (calea (c) în diagramă), singura diferență fiind gradul în care enunțul reflectă gândul vorbitorului. Totuși, dacă o expresie figurată necesită mai puțin efort de procesare decât expresia literală (ca în cazul „Câștig 2000 de euro”) sau are mai multe efecte contextuale (ca în cazul metaforelor bune), principiul relevanței impune utilizarea acesteia în detrimentul literalității.

### Ironia
Teoria relevanței explică ironia ca fiind un enunț ecou cu atribuire implicită și atitudine implicită, atitudinea fiind una de respingere, dezaprobare, ridicol sau altele de același gen. De exemplu, dacă un șofer prea precaut merge pe un drum principal care este complet liber, cu excepția unui biciclist la orizont, copilotul ar putea spune ironic „Vine ceva”. Astfel, enunțul lui este un ecou al atitudinii obișnuite a șoferului, pe care o ridiculizează; iar asta face rostirea ironică. Așa cum există un continuum de la enunțuri literale la enunțuri metaforice, există un continuum de enunțuri ecou de la citate literale de aprobare până la ironie dezaprobatoare.

### Acte de vorbire
Teoria relevanței recunoaște doar trei tipuri de acte de vorbire generice, universale: a spune (asta), a spune (cuiva) și a întreba (dacă). Alte acte de vorbire pot fi:
- specifice culturii sau instituționale, mai degrabă decât lingvistice (de exemplu, licitația la bridge, promisiunea sau mulțumirea); ele trebuie învățate la fel ca și celelalte aspecte ale unei culturi;
- neesențiale pentru procesul de înțelegere, astfel încât nu presupun principii pragmatice speciale care să le explice (de exemplu, afirmarea, prezicerea, sugerarea, pretenția, negarea, solicitarea, avertizarea, amenințarea).[21]

„A spune că” reprezintă tipul de act de vorbire asociat propozițiilor și căilor declarative (a) și (c) din diagramă. În funcție de context, un propoziție⁠(d) de tipul „Autobuzul pleacă” poate fi o afirmație (c), o predicție (c), un raport despre ceea ce a spus șoferul de autobuz (a) și așa mai departe.
„A spune cuiva” este asociat cu propozițiile imperative. În funcție de context, și acestea pot îndeplini diferite funcții, cum ar fi exprimarea unei cereri sau a unei dorințe a vorbitorului (calea (d)), ori a unui sfat sau a unei dorințe a ascultătorului (calea (b)).
(12) Șoferul către agentul de circulație: Prefă-te că nu m-ai văzut. (d)
(13) A: Îmi puteți spune drumul până la gară?
B: Virați la dreapta la semafor și apoi mergeți drept. (b)
„A întreba dacă” reprezintă tipul actului de vorbire pentru propozițiile interogative. Pentru a cuprinde nu doar întrebări obișnuite, ci și întrebări retorice, întrebări de examen etc., acest tip de act de vorbire nu este analizat drept o cerere de informații, ci drept o presupunere că răspunsul va fi relevant pentru vorbitor sau ascultător. Punând o întrebare obișnuită, vorbitorul exprimă că răspunsul va fi relevant pentru el; în întrebările retorice, aduce în atenția destinatarului ceva despre care crede că este relevant pentru el; etc.

## Critică
Fundamentele teoriei relevanței au fost criticate deoarece relevanța, în sensul tehnic în care este întrebuințată, nu poate fi măsurată, deci este imposibil să spunem ce se înțelege exact prin „suficient de relevant” și „cel mai relevant”.
Stephen Levinson⁠(d) consideră teoria relevanței ca fiind prea reducționistă, deoarece, în opinia sa, un singur principiu nu poate explica marea varietate de fenomene pragmatice, cum ar fi implicațiile. El susține mai ales că această teorie nu poate explica implicațiile conversaționale generalizate, întrucât este, în mod inerent, o teorie a dependenței de context. De asemenea, Levinson afirmă că teoria relevanței nu poate explica modul în care ajungem la premise implicate prin intermediul proceselor creative.

## În contrast cu metafora conduitei
Există două moduri de a concepe modul în care gândurile sunt comunicate de la o persoană la alta. Prima modalitate constă în utilizarea codării și decodării stricte (precum în cazul codului Morse), cunoscută și ca modelul Shannon-Weaver⁠(d). În cadrul acestei abordări, vorbitorul/autorul își codifică gândurile și le transmite publicului său. Publicul primește mesajul codificat și îl decodifică pentru a ajunge la sensul pe care vorbitorul/autorul l-a intenționat. Tot acest proces poate fi vizualizat după cum urmează:
Gândul/intenția vorbitorului⇒codificat⇒transmis⇒decodificat⇒intenție/gând înțeles
În general, acesta este denumit modelul codului sau metafora conduitei⁠(d) comunicării. Comunicarea umană, însă, nu este aproape niciodată atât de simplă. De cele mai multe ori, contextul joacă un rol semnificativ în comunicare, la fel ca și alți factori, cum ar fi intențiile autorului, relația dintre emițător și receptor și așa mai departe.
A doua modalitate de a concepe felul în care gândurile sunt comunicate presupune ca autorul/vorbitorul să transmită doar atâtea informații cât este nevoie în orice context dat, astfel încât publicul să poată extrage sensul dorit din ceea ce a fost spus/scris, precum și din context și implicații. În acest model conceptual, autorul ia în considerare contextul comunicării și mediul cognitiv reciproc dintre autor și public. (Ceea ce autorul/vorbitorul crede că publicul știe deja.) Apoi spun suficient cât pentru a comunica ceea ce intenționează – bazându-se pe auditoriu pentru a completa detaliile pe care nu le-au comunicat în mod explicit. Întregul proces poate fi vizualizat după cum urmează:
Gândul/intenția vorbitorului ± informație mediată de context⇒codificat⇒transmis⇒decodificat ± informație mediată de context⇒gând/intenție înțeleasă de ascultător (o asemănare interpretativă cu intenția vorbitorului)